# Източни железници
Chemins de fer Orientaux (в превод от френски: „Източни железници“) е концесионна компания за построяване и експлоатация на железопътни линии в европейската част на Османската империя, съществувала между 1870 и 1937 г. Основана е съгласно договор, сключен между османското правителство и барон М. фон Хирш през 1869 г. (ревизиран през 1872 година).
През 1870 – 1874 г. са пуснати в експлоатация:
- железопътна линия Цариград – Гара Бельово (дн. в гр. Белово) – с разклонения от Одрин за Дедеагач и от Търново Сеймен (Симеоновград) за Ямбол, и
- железопътна линия Солун – Скопие – Митровица.

Значителна част от железниците са построени в българските земи; използва се широко безплатният ангариен труд на българското население. Допринасят за икономическото развитие в южнобългарските земи, ускоряват развитието на стоково-паричните отношения. Компанията поддържа високи превозни тарифи за стоковия и пътническия транспорт, което ѝ осигурява големи печалби, при бавен и несигурен трафик и остър недостиг на вагони през лятото.
След Освобождението по силата на Берлинския договор от 1878 година (чл. 10 за Княжество България и чл. 21 за Източна Румелия) България е натоварена със задълженията на Високата порта по отношение на компанията.
Към 1890-те години железниците постепенно преминават към австрийско-германски банков синдикат с капиталово участие и на швейцарски, английски, френски и др. банки. Българското правителство прави опити за изменение на тарифната политика на Източните железници, която е във вреда на икономическите интереси на България, и за откупуване на железниците в българска територия, но компанията се противопоставя.
През 1897 година българското правителство започва строеж на успоредна българска линия от Саранбей (дн. Септември) през Нова Загора за връзка с линията Ямбол-Бургас, но е принудено да я спре и през 1899 година отдава на компанията построения участък Чирпан – Нова Загора (80 km) за експлоатация за 25 г.
Компанията запазва собствеността и правата си в страната до провъзгласяване на независимостта на България през 1908 г. Възползвайки се от стачката на железопътния персонал от 6 – 9 септември 1908 г., правителството на Александър Малинов иззема линиите на компанията на българска територия и ги обявява за български. С българско-турския протокол от 1909 година и споразумението между българското правителство и компанията (13 юни 1909) се урежда въпросът за откупуването на линиите на българска територия (309,6 km) за 43 294 347 златни лв. (около 820 млн. евро), от които 2 111 978 лв. – за инвентар и наем. Дългът на България към компанията е оформен с руско-турския протокол (1909) и руско-българския протокол (1909)
.